# Julia Duffy
Julia Duffy (* 27. Juni 1951 in Ramsey County, Minnesota als Julia Margaret Hinds) ist eine US-amerikanische Schauspielerin.

## Leben und Leistungen
Duffy debütierte im Jahr 1972 in der Fernsehserie Love of Life. In den Jahren 1983 bis 1990 spielte sie in der Fernsehserie Newhart und wurde für diese Rolle in den Jahren 1984 bis 1990 jedes Jahr für den Emmy nominiert. Im Jahr 1988 wurde sie für den Golden Globe Award nominiert. In den Jahren 1986, 1987 und 1988 erhielt sie den Viewers for Quality Television Award.
In der Komödie Dumm und dümmerer (2003) spielte Duffy die Rolle der Mutter von Jessica (Rachel Nichols). In der Komödie Ein (un)möglicher Härtefall (2003) war sie an der Seite von George Clooney und Catherine Zeta-Jones in einer größeren Rolle zu sehen.
Duffy ist seit dem Jahr 1984 mit dem Schauspieler Jerry Lacy verheiratet und hat zwei Kinder.

## Filmografie (Auswahl)
- 1980: Sador – Herrscher im Weltraum (Battle Beyond the Stars)
- 1981: Cutter’s Way – Keine Gnade (Cutter's Way)
- 1981: Wacko
- 1982: Die Blauen und die Grauen (The Blue and the Gray, Miniserie, drei Folgen)
- 1983–1990: Newhart (Fernsehserie)
- 1991–1992: Mann muss nicht sein (Designing Women, Fernsehserie, 23 Folgen)
- 1993–1995: Die Super-Mamis (The Mommies, Fernsehserie)
- 1999: Diagnose: Mord (Diagnosis Murder, Fernsehserie)
- 2002: The Big G
- 2003: Dumm und dümmerer (Dumb and Dumberer: When Harry Met Lloyd)
- 2003: Ein (un)möglicher Härtefall (Intolerable Cruelty)
- 2004–2007: Drake & Josh (Fernsehserie)
- 2005: Hotel Zack & Cody (The Suite Life of Zack & Cody, Fernsehserie)
- 2006: Be My Baby
- 2007: Die Zauberer vom Waverly Place (Wizards of Waverly Place, Fernsehserie)
- 2014: Anger Management (Fernsehserie)
- 2019: Christmas at the Plaza – Verliebt in New York (Christmas at the Plaza, Fernsehfilm)
- 2024: Night Court (Fernsehserie, 1 Folge)
- 2024: Palm Royale (Fernsehserie)